# Kordkuy
Kordkuy (persisch اکردکوی) ist eine Stadt in der Provinz Golestan im Iran. Sie befindet sich westlich von Gorgan und nahe dem Kaspischen Meer. Die Einwohner von Kordkuy sprechen die Masanderanischen Sprache.

## Geografie
Kordkuy (bedeutet Die Nachbarschaft der Kurden) (früher Tamiše) liegt im westlichen Teil der Provinz Golestan. Seine südlichen Teile sind durch die Höhen des Alborz (Elburs) Gebirges abgeschlossen. Kordkuy war bis 1979 ein Teil von Gorgan, als es den Status einer Stadt erhielt.

## Bevölkerungsentwicklung
| Jahr | Einwohnerzahl |
| ---- | ------------- |
| 1996 | 26.492        |
| 2006 | 29.352        |
| 2011 | 38.246        |
| 2016 | 39.881        |